# Statute in Restraint of Appeals
Statute in Restraint of Appeals var en engelsk parlamentsakt från 1533  som av många historiker anses vara den viktigaste rättsliga grunden till den engelska reformationen.[källa behövs]
Akten, som skrevs av Thomas Cromwell på uppdrag av kung Henrik VIII av England, förbjöd alla överklaganden till påven i Rom i religiösa eller andra ärenden, och gjorde kungen till den slutgiltiga rättsliga auktoriteten i alla sådana ärenden i England, Wales och andra engelska besittningar. Denna vittgående åtgärd gjorde att det blev olagligt att erkänna påvens auktoritet eller att följa påvens domslut i kyrkliga, religiösa eller andra ärenden. 
Akten möjliggjorde för Thomas Cranmer att slutligen ge kung Henrik hans länge eftertraktade skilsmässa från drottning Katarina av Aragonien, så att han kunde gifta sig med  Anne Boleyn. 